# Panono

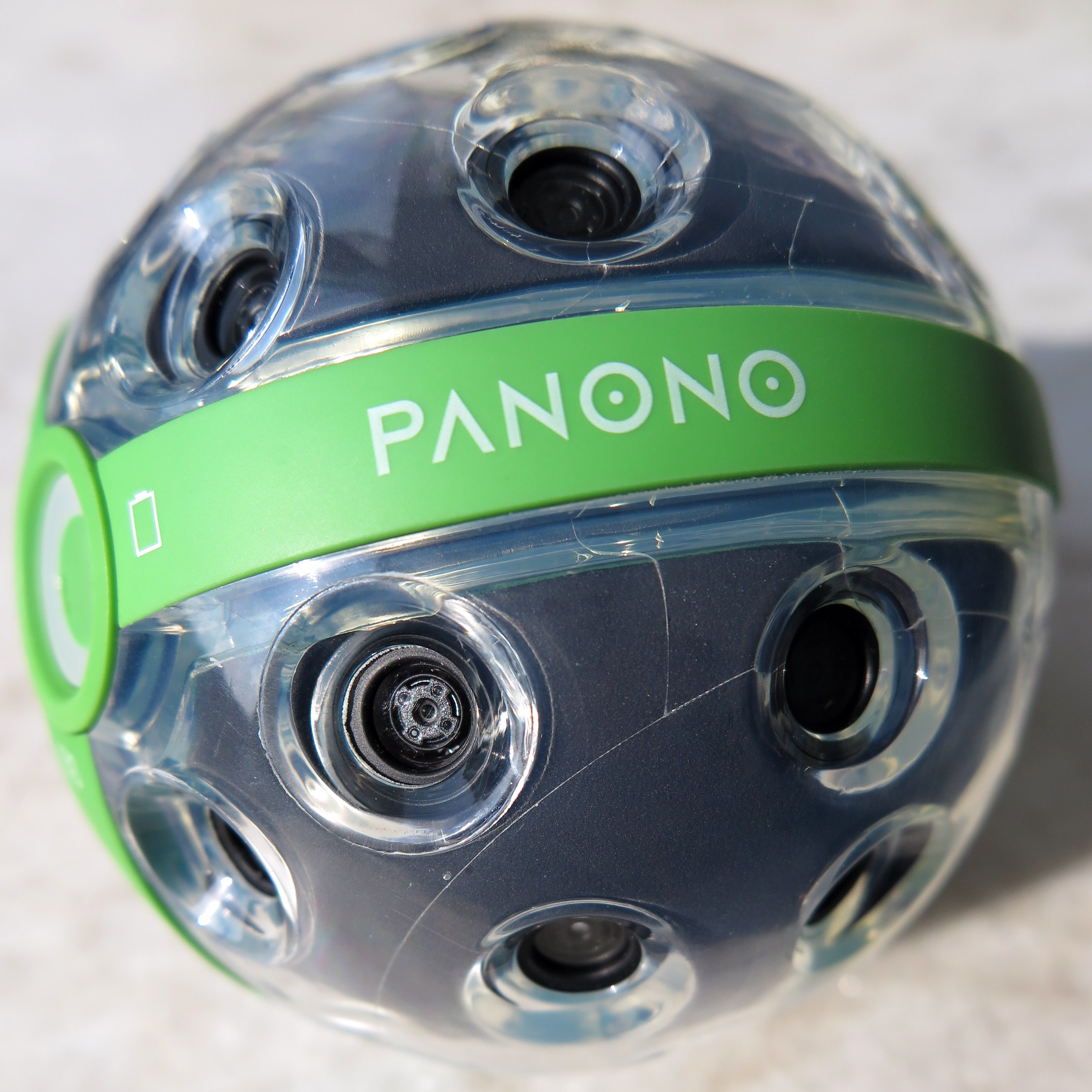
Bolvormige camera-toestel Panono

De Panono is een bolvormig cameratoestel waarmee een alzijdig gericht panoramabeeld gemaakt kan worden; naast een 360° beeld rondom wordt ook het gebied boven en onder volledig vastgelegd. De camera is zwart met twee groene banden, die haaks op elkaar staan, omhuld door een transparante laag. Opmerkelijk is dat de camera gemaakt is om in de lucht te gooien, maar zonder verdere maatregelen niet valbestendig is.

## Bediening
De camera kan op verschillende manieren geactiveerd worden:
- met behulp van een knop op de camera
- door middel van een timer[2]
- via een bijbehorende mobiele app en de wifi-module in de camera
- door opgooien; de camera wordt dan geactiveerd bij het bereiken van de hoogste punt, door de ingebouwde accelerometer[3]. Wanneer de camera om zijn eigen as draait, of een andere beweging maakt, brandt een rood licht om aan te geven dat de poging mislukt is.

De camera kan gemonteerd worden op een statief of een selfiestick. Hij kan ook aan een touw worden opgehangen.
De afzonderlijke beelden kunnen na het uploaden via dezelfde app naar een webserver van Panono in Ierland samengesteld worden tot één beeld. Dit samenstellen kan ook op een computer gedaan worden met speciale software.

## Specificaties
In het toestel zijn 36 cameramodules van elk 3 megapixel geplaatst, waarmee een panoramafoto rondom tot 108 megapixel geschoten en opgebouwd kan worden.
De belichting wordt automatisch geregeld. De sluitertijd kan handmatig worden aangepast, van twee tot 1/4000 seconden. De ISO-waarde is instelbaar op een waarde tussen 50 en 800. Het brandpunt van iedere camera-module ligt vast.
Volgens de door producent opgegeven specificaties weegt de camera met een diameter van 11 centimeter ongeveer 480 gram. Het interne geheugen is 16 Gb groot, zonder mogelijkheden om dit uit te breiden.
De eerste camera's zouden begin 2015 $549/€549 kosten, de door producent opgegeven prijs bedroeg medio 2016 €1500.

## Vergelijking
In tegenstelling tot de conventionele digitale camera's met één lens heeft deze camera geen van de volgende functies:
– snel na elkaar geschoten foto's maken ('burst-functie')
– filmen
– flitser

## Crowdfunding
Het gelijknamige Berlijnse bedrijf, Panono GmbH, is in 2012 opgericht en heeft via crowdfunding op Indiegogo 1,25 miljoen dollar en via crowdinvesting op Companisto meer dan 1,6 miljoen euro opgehaald om dit toestel te kunnen ontwikkelen en op de markt te zetten.